# باکوریانیس آندزیتی
باکوریانیس آندزیتی (به لاتین: Bakurianis Andeziti) یک منطقهٔ مسکونی در گرجستان است که در شهرداری برجومی واقع شده‌است.